# Callard Harris
Callard Harris es un actor estadounidense, más conocido por haber interpretado a Tommy Sutter en la serie Dallas y a Thierry Vanchure en la serie The Originals.

## Biografía
Callard fue miembro del equipo que ganó el campeonato de golf del Estado de Míchigan en su primer año en la escuela secundaria.

## Carrera
En el 2009 apareció como invitado en la serie The Mentalist donde dio vida a Tom Doverton. 
Ese mismo año apareció en la serie Sons of Anarchy donde dio vida a Edmond Hayes, el hijo de Cameron Hayes (Jamie McShane), Edmond es asesinado de un tiro por la agente June Stahl (Ally Walker).
En el 2010 se unió al elenco principal de la serie Glory Daze donde interpretó a Mike Reno, uno de los integrantes de la fraternidad Omega Sigma, hasta el final de la serie al finalizar la primera temporada en el 2011.
En el 2012 se unió al elenco recurrente de la primera temporada de la serie Dallas donde dio vida a Thomas "Tommy" William Sutter, el hermano de Rebecca Sutter (Alex McKenna) y examante de Rebecca Ewing. Tommy es asesinado de un tiro por su examante Rebecca Ewing (Julie Gonzalo).
En el 2013 apareció en un episodio de la cuarta temporada de la serie The Vampire Diaries donde dio vida al vampiro Thierry Vanchure.
Ese mismo año se unió al elenco recurrente de la primera temporada de la serie The Originals donde interpretó nuevamente al vampiro Thierry Vanchure, uno exmiembro del grupo de Marcel Gerard (Charles Michael Davis), hasta el 2014 luego de que su personaje fuera asesinado por Elijah Mikaelson, luego de que él le arrancara el corazón como una advertencia a Marcel.
También interpretó al blutbad Cole Pritchard, un wesen parecido a un lobo en un episodio de la serie Grimm.
En el 2014 apareció como invitado en la serie Witches of East End donde interpretó a Ivar Zurka, un joven brujo que llega al pueblo junto a su hermana gemela Isis Zurka (Rachel Nichols) para vengarse de Frederick Beauchamp (Christian Cooke), Ivar muere luego de que Frederick le rompiera el cuello después de que Ivar secuestrara a su hermana Freya (Jenna Dewan-Tatum).

## Filmografía

### Series de televisión
| Año         | Título              | Personaje           | Notas                                                  |
| ----------- | ------------------- | ------------------- | ------------------------------------------------------ |
| 2017        | Grey's Anatomy      | Dr. Harrison Peters | Episodio "In the Air Tonight"                          |
| 2014        | You're the Worst    | Tommy               | Episodio "What Normal People Do"                       |
| 2014        | Witches of East End | Ivar Zurka          | Episodio "The Brothers Grimoire"                       |
| 2013 - 2014 | The Originals       | Thierry Vanchure    | 10 episodios                                           |
| 2013        | The Vampire Diaries | Thierry Vanchure    | Episodio "The Originals"                               |
| 2013        | Major Crimes        | Scott Shaw          | Episodio "Backfire"                                    |
| 2013        | Grimm               | Cole Pritchard      | Episodio "Natural Born Wesen"                          |
| 2012        | Dallas              | Tommy Sutter        | 9 episodios                                            |
| 2011        | The Defenders       | Mike Greene         | Episodio "Nevada v. Greene"                            |
| 2010 - 2011 | Glory Daze          | Mike Reno           | 10 episodios                                           |
| 2009        | The Mentalist       | Tom Doverton        | Episodio "A Price Above Rubies"                        |
| 2009        | Sons of Anarchy     | Edmond Hayes        | 8 episodios                                            |
| 2009        | Roommates           | Ben                 | 3 episodios                                            |
| 2008        | Women's Murder Club | Jay Osbourne        | Episodio "And the Truth Will (Sometimes) Set You Free" |
| 2007        | CSI: Miami          | Barry Slater        | Episodio "Inside Out"                                  |
| 2007        | Unfabulous          | Rob                 | Episodio "The Song"                                    |
| 2007        | Tell Me You Love Me | Gil                 | Episodio # 1.2                                         |
| 2006        | Windfall            | Walker Keyton       | 2 episodios                                            |
| 2006        | Scrubs              | Bob                 | Episodio "My Buddy's Booty"                            |

### Películas
| Año  | Título                | Personaje      | Notas |
| ---- | --------------------- | -------------- | --- |
| 2012 | The Real St. Nick     | Nick           | junto a Torrey DeVitto, Roma Maffia, Kenneth Choi, Matt Felker, Alix Elizabeth Gitter & Mark Adair-Rios            |
| 2011 | Innocent              | Nat Sabich     | junto a Bill Pullman, Richard Schiff, Mariana Klaveno, Tahmoh Penikett, Janet Kidder & Alfred Molina               |
| 2011 | Butterfinger the 13th | Steve          | corto - junto a Jocelin Donahue, Tiffany Boone, Eric Artell, Kevin Sizemore, Simon Rhee & Grady Lee Richmond       |
| 2010 | Seamus and Magellan   | Seamus / Jonas | corto - junto a Cornelia Guest, Michelle Page & Dylan Sprayberry                                                   |
| 2009 | Little Odessa         | Miles          | corto - junto a Luke Edwards, Dutch Haling, Austin Highsmith, Branden King & Eric Pumphrey                         |
| 2008 | Devil's Run           | Brad Paxton    | corto - junto a Luke Edwards, Josef Geiger, Elise Ivy, Sophie Korn & Stan Lee                                      |
| 2008 | Fashion Victim        | Vendedor       | junto a Jonathon Trent, Robert Miano, James C. Burns, Stacey Dash & Cerina Vincent                                 |
| 2007 | Welcome to the Jungle | Colby          | junto a D. Kevin Epps, [andi Gardiner, John Leonetti, Clifton Morris & Rich Morris                                 |
| 2007 | Them                  | Adam Bridges   | junto a Rachel Nichols, Tricia Helfer, James D'Arcy, Ben Feldman, Scott Lawrence, Steve Toussaint & Freya Stafford |
| 2005 | Intermedio            | Wes            | junto a Edward Furlong, Steve Railsback, Cerina Vincent, Amber Benson & Paul Cram                                  |

### Director y productor
| Año  | Título      | Notas                                   |
| ---- | ----------- | --------------------------------------- |
| 2008 | Devil's Run | corto - director, co-productor y editor |